# برایدوود، نیو ساوت ولز
برایدوود (به انگلیسی: Braidwood) یک شهرک در استرالیا است که در نیو ساوت ولز واقع شده‌است.